# 南極エイトケン盆地
南極エイトケン盆地（なんきょくエイトケンぼんち、英語: South Pole – Aitken basin）とは、月の裏側の南極付近にあるクレーターである。「エイトケン盆地」「サウスポールエイトケン盆地」とも呼ばれる場合もある。
直径約2500 km、深さ約13 kmに及ぶ規模で、月では最大、太陽系内でも最大級の大きさのクレーターである。なお、大きさは各資料によって多少のばらつきが見られる。

## 発見
南極エイトケン盆地は月の裏側にあるため、宇宙探査機によって月の裏側の地形が明らかになるまでその存在が知られることはなかった。1959年に打ち上げられたソ連の宇宙探査機ルナ3号によって初めて月の裏側の写真が撮影され、初期の宇宙探査機によるデータから1962年、南極エイトケン盆地のある付近に巨大な衝突地形が存在する可能性が指摘されていた。1960年代中頃、ルナ・オービター計画によって南極エイトケン盆地の存在が次第に明らかとなり、アポロ計画に伴う月探査の中で南極エイトケン盆地は広く知られるようになった。そして1978年、アメリカ地質調査所によって公表された地質図の中で、南極エイトケン盆地は月の裏側の南緯20度付近から南極点付近までを占める、直径約2500 kmの太陽系内でも最大級のクレーターであることが明らかになった。その後1994年に打ち上げられたクレメンタインのレーザー高度計によって、南極エイトケン盆地の巨大な衝突地形がよりはっきりと示された。

## 地形

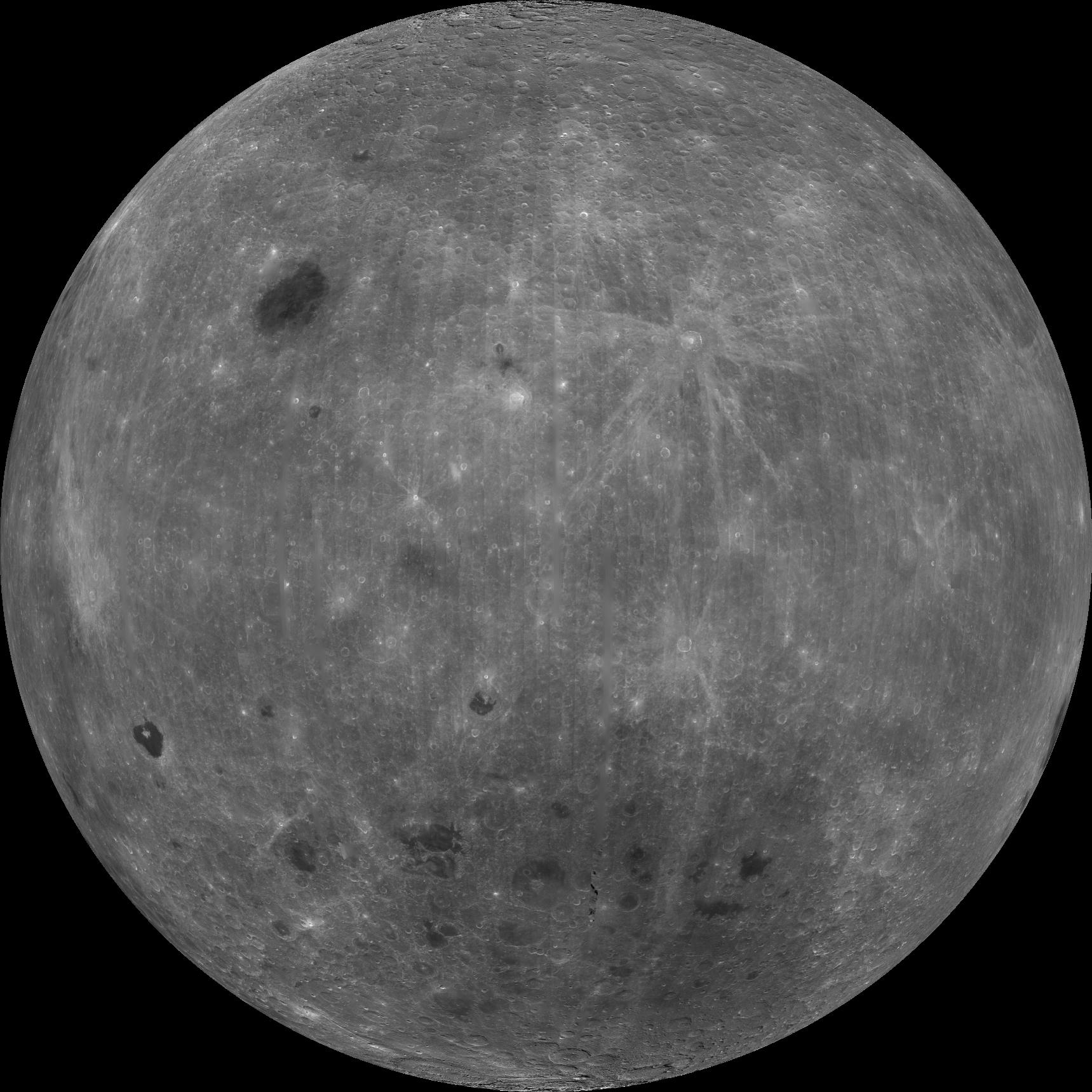
月の裏側。画面下方の周囲よりも暗い部分が南極エイトケン盆地。

南極エイトケン盆地は直径約2500 km、深さは約13 kmに及ぶ、水星のカロリス盆地、火星のヘラス平原などと並ぶ太陽系内有数の巨大クレーターである。日本の月探査機かぐやの観測結果によれば、月の平均半径から最も低い場所は南極エイトケン盆地の中にある直径143 kmのアントニアディクレーター内にある小クレーターの底であることが判明した。南極エイトケン盆地内の月の最低地点は平均半径から9.06 km低くなっている。そして月の最高地点は南極エイトケン盆地の北側に広がる高地にあって、月の平均半径から10.75 km高くなっている。月の最高地点と最低地点はわずか約1000 kmしか離れておらず、これは南極エイトケン盆地が形成された天体衝突によってえぐりとられた部分が月の最低地点となり、えぐりとられた土砂が南極エイトケン盆地外に溜まった部分が最高地点となったものと考えられている。
南極エイトケン盆地の形成後、衝突した小天体によって盆地内には多くのクレーターが存在し、現在では形成時の形が崩されてしまっている。
南極エイトケン盆地では、斜長石等で構成される月上部の地殻がほとんどなく、密度が高い地殻が存在することが明らかになっている。そして月探査機かぐやの観測によって南極エイトケン盆地内の大きなクレーター内は斜方輝石で構成されていることが判明し、南極エイトケン盆地地下には、超苦鉄質鉱物による均質な地層が形成されていることを示している。このことは南極エイトケン盆地は直径200 km以上という大きな天体が衝突したことにより上部の地殻が剥ぎ取られ、地殻下にあったマントルを溶かし、直径1000 km以上の溶岩の海が形成されたことを示していると考えられる。
また、月の表側に多い海の周辺と同じく、南極エイトケン盆地の周辺にはカンラン石が多い地域が発見されており、これもやはり巨大天体の衝突によって、月の地下約100 km付近にあったマントルの物質が掘り起こされたことを示していると考えられている。
一方、クレメンタイン探査機の観測結果によって、月の表側にある雨の海や嵐の大洋に見られるトリウムの集積が、南極エイトケン盆地では顕著に見られないことが明らかになっている。クレメンタイン探査機によって南極エイトケン盆地内の一部にトリウム濃度がやや高い場所があることが明らかになっている。これは雨の海や嵐の大洋の反対側にあたる場所に、雨の海、嵐の大洋が形成された際に放出された物質が集積したことによると考えられている。
雨の海や嵐の大洋は、南極エイトケン盆地と同じく巨大天体の衝突によって生まれた地形と考えられているが、トリウムの濃集状況に差が見られることから、月の表側と裏側とでは地殻の形成過程に違いがあったと見られている。
その他、かぐやの南極エイトケン盆地の観測結果で注目される点としては、月面上に局所的に分布する弱い磁気がある地域の中で、南極エイトケン盆地は最も強い磁場が存在していた。その結果、南極エイトケン盆地上空には弱い磁気圏があり、太陽風との相互作用の結果、昼間の南極エイトケン盆地から上空に向けて高速のイオン風が吹き上げられていることも観測された。

## 将来の月探査との関わり
大規模な天体衝突によって形成された南極エイトケン盆地は、衝突によって月深部の物質が掘り出されていると考えられ、月および太陽系の地質学上大きな興味を持たれている場所の一つである。そのため地球から直接見ることができない月の裏側にあるというハンディはあるが、将来の月探査における重要なポイントの一つとされている。
またシャクルトンクレーターなど、南極エイトケン盆地内で南極点に近いクレーター内部には、日が当たることがない永久影地域が存在し、そこには水が存在すると考えられており、人類の月の探査拠点の一つとなることが期待されている。